# 2017 في بلجيكا
فيما يلي قوائم الأحداث التي وقعت خلال عام 2017 في بلجيكا.

## أحداث
- 20 يونيو – هجوم بروكسل 2017

## رياضة
- 25 فبراير – طواف نيوشبلاد 2017 الفائزون سيب فانمارك، جريج فان أفرمت، بيتر ساجان.
- 25 فبراير – طواف نيوشبلاد للنساء 2017 الفائزون أنيميك فان فليوتن، شانتال بلاك، لوسيندا براند.
- 26 فبراير – أوملوب فان هيت هاجيلاند 2017 الفائزون كلو هوسكينغ، جولين ديهور، سارة روي.
- 26 فبراير – كرونا بروكسل 2017 الفائزون لوقا رو، جاسبر ستوفين، بيتر ساجان.
- 1 مارس – لو سامين 2017 الفائزون Iljo Keisse [الإنجليزية]‏، اليكس كيرش، Guillaume Van Keirsbulck [الإنجليزية]‏.
- 1 مارس – لي سامين ديس دامس 2017 الفائزون شيلا جوتيريز، تيفاني كرومويل، ايمي بيترز.
- 5 أبريل – شيلدبرايش 2017 الفائزون ناصر بوهاني، إيليا فيفياني، مارسيل كيتل.
- 15 مارس – سباق نوكير كويرز 2017 الفائزون ناصر بوهاني، Joeri Stallaert [الإنجليزية]‏، أدم بليث.
- 17 مارس – هاندزام الكلاسيكي 2017 الفائزون كريستوفر هالفورسن، كيني ديهاس، أدم بليث.
- 22 مارس – دفارز دور فلاندرز 2017 الفائزون يفيس لامارت، فيليب جيلبير، أليكسي لوتزينكو.
- 22 مارس – دفارز دور فلاندرز للنساء 2017 الفائزون لوتا ليبيستو، ليزا برينور، غراسي إلفن.
- 24 مارس – إي ثري هاريل بيك 2017 الفائزون أوليفر ناسن، فيليب جيلبير، جريج فان أفرمت.
- 26 مارس – غنت-وفلجم 2017 الفائزون ينس كوكلاير، جريج فان أفرمت، بيتر ساجان.
- 26 مارس – غنت-وفلجم للنساء 2017 الفائزون لوتا ليبيستو، إليسا ونغو بورغيني، كورين ريفيرا، جولين ديهور.
- 2 أبريل – طواف فلاندرز 2017 الفائزون فيليب جيلبير، جريج فان أفرمت، نيكي تيربسترا.
- 2 أبريل – طواف فلاندرز للنساء 2017 الفائزون شانتال بلاك، كورين ريفيرا، غراسي إلفن.
- 3 أبريل – جي بي دوتيغنيز 2017 الفائزون Jelena Erić (cyclist) [الإنجليزية]‏، جولين ديهور، كلو هوسكينغ.
- 5 أبريل – شيلدبرايش 2017 الفائزون ناصر بوهاني، إيليا فيفياني، مارسيل كيتل.
- 12 أبريل – برابانتس بييل 2017 الفائزون Petr Vakoč [الإنجليزية]‏، سوني كولبريلي، تيسج بنوت.
- 19 أبريل – فليش والون 2017 الفائزون دان مارتن، ديلان تيونز، أليخاندرو بالبيردي.
- 19 أبريل – فليش والون للنساء 2017 الفائزون ليزي ديجنان، أنا فان دير بريغين، كورين ريفيرا، كاتارزينا نيفيادوما.
- 23 أبريل – لييج-باستون-لييج 2017 الفائزون دان مارتن، ميكال كوياتكووسكي، أليخاندرو بالبيردي.
- 23 أبريل – لييج-باستون-لييج للنساء 2017 الفائزون أنيميك فان فليوتن، أنا فان دير بريغين، كاتارزينا نيفيادوما، ليزي ديجنان.
- 21 يونيو – هالي إنجويجم 2017 الفائزون Iljo Keisse [الإنجليزية]‏، إدوارد ثيونس، ارنو ديمار.
- 15 سبتمبر – كامبيونشاب فان فلانديرن 2017 الفائزون ديلان جروينويغن، فرناندو جافيريا، جاسبر دي بويست.
- 1 أكتوبر – سباق يوروميتروبول 2017 الفائزون أنتوني تورجيس، دانيال مكلاي، كيني ديهاس.
- 3 أكتوبر – بينشي-شيمي-بينشي 2017 الفائزون جاسبر دي بويست، Tom Devriendt [الإنجليزية]‏، ماتيو ترينتين.

## أفلام
من الأفلام التي صدرت هذه السنة في بلجيكا:
- 1 يناير – بلا حب من إخراج أندري زفياغنسيف.
- 1 يناير – رازيا من إخراج نبيل عيوش.
- 1 يناير – ماذا حدث للاثنين من إخراج تومي وركولا.
- 11 أغسطس – ابن البيغ فوت من إخراج Ben Stassen [الإنجليزية]‏.

## وفيات

### يناير
- 11 يناير – فرانسوا فان در إلست (مواليد 1954) لاعب كرة قدم بلجيكي.
- 21 يناير – مارك بيكي (مواليد 1956) لاعب كرة قدم بلجيكي.

### مارس
- 6 مارس – ايدي باولس (مواليد 1935) درّاج طريق بلجيكي.
- 13 مارس – باتريك نيف (مواليد 1949)